# Johannes von den Driesch
Johannes von den Driesch (* 27. November 1880 in Straßburg, Reichsland Elsaß-Lothringen; † 12. Dezember 1967 in Aachen) war ein deutscher Gymnasiallehrer, Ministerialbeamter und Hochschullehrer.

## Leben
Driesch studierte Philosophie, Germanistik, Romanistik und Geschichte an der Julius-Maximilians-Universität Würzburg, der Ludwig-Maximilians-Universität München und der Universität Nancy. Nachdem er 1904 an der Kaiser-Wilhelms-Universität das Staatsexamen für das Höhere Lehramt abgelegt hatte, wurde er 1905 zum Dr. phil. promoviert. 1906 wurde er Oberlehrer in Düsseldorf. Von 1910 bis 1919 wirkte er als Kreisschulinspektor in Betzdorf und Aachen. Dann leitete er bis 1925 das Auguste-Viktoria-Gymnasium Trier.
1925 wurde er von Carl Heinrich Becker zunächst als wissenschaftlicher Hilfsarbeiter ins preußische Kultusministerium geholt. Als Ministerialrat beeinflusste er vor allem die Lehrerbildung. 1925 verfasste er die Denkschrift Die Neuordnung der Volksschullehrerbildung in Preußen für die spätere Gestaltung der Pädagogischen Akademien in Preußen. Von den Driesch steuerte den Aufbau der konfessionell orientierten und nicht-universitären Volksschullehrerbildung, bestimmte die Standorte und die Auswahl der Dozenten und begleitete die Anfänge. Im Streit um die christlich-simultane Pädagogische Akademie in Frankfurt/M. vermittelte der Katholik zwischen Bischofskonferenz und Ministerium.
Vom Lehrer verlangte Driesch die Befähigung zur „Volksbildung“, die pädagogische Schulung, Vertrautheit mit den geistigen, religiösen, sittlichen, technischen und künstlerischen Bildungswerten, Verwurzelung im heimatlichen Volkstum und ein hohes Berufsethos. In den Unterrichtsfächern träten die unterschiedlichen Bildungsgüter des „heimatlichen Volkstums“ hervor, zu denen von den Driesch zentral die Religion rechnet.
1929 musste er wegen Krankheit das Amt aufgeben und nach dem Rücktritt Beckers 1930 aus dem Ministerium ausscheiden. Am 10. Februar 1931 wurde er Professor für Pädagogik an der katholischen Pädagogischen Akademie in Bonn. Er unterschrieb das Bekenntnis der deutschen Professoren zu Adolf Hitler. 1937 ging er mit 57 Jahren aus gesundheitlichen Gründen in den Ruhestand.
1945 wurde er mit dem Aufbau der Pädagogischen Akademie in Aachen betraut, trat bald wegen Gesundheit und Alter vom Amt des Gründungsrektors zurück. 1946 wurde er emeritiert. Er starb am 12. Dezember 1967 in Aachen und fand seine letzte Ruhestätte auf dem Aachener Westfriedhof.

## Schriften
- mit Josef Esterhues: Geschichte der Erziehung und Bildung. Schöningh, Paderborn 1951. u.ö.
- Geschichte der Wohltätigkeit. Paderborn 1959.

## Ehrungen
- Großes Bundesverdienstkreuz (6. April 1960)[2]